# خوان أرويو
خوان أرويو (بالإسبانية: Juan Arroyo)‏ هو دراج فنزويلي، ولد في 19 مايو 1955.

## وصلات خارجية
- خوان أرويو على موقع إحصائيات الدراجات الإحترافية (الإنجليزية)
- خوان أرويو على موقع أوليمبيديا (الإنجليزية)